# Кран (денежная единица)

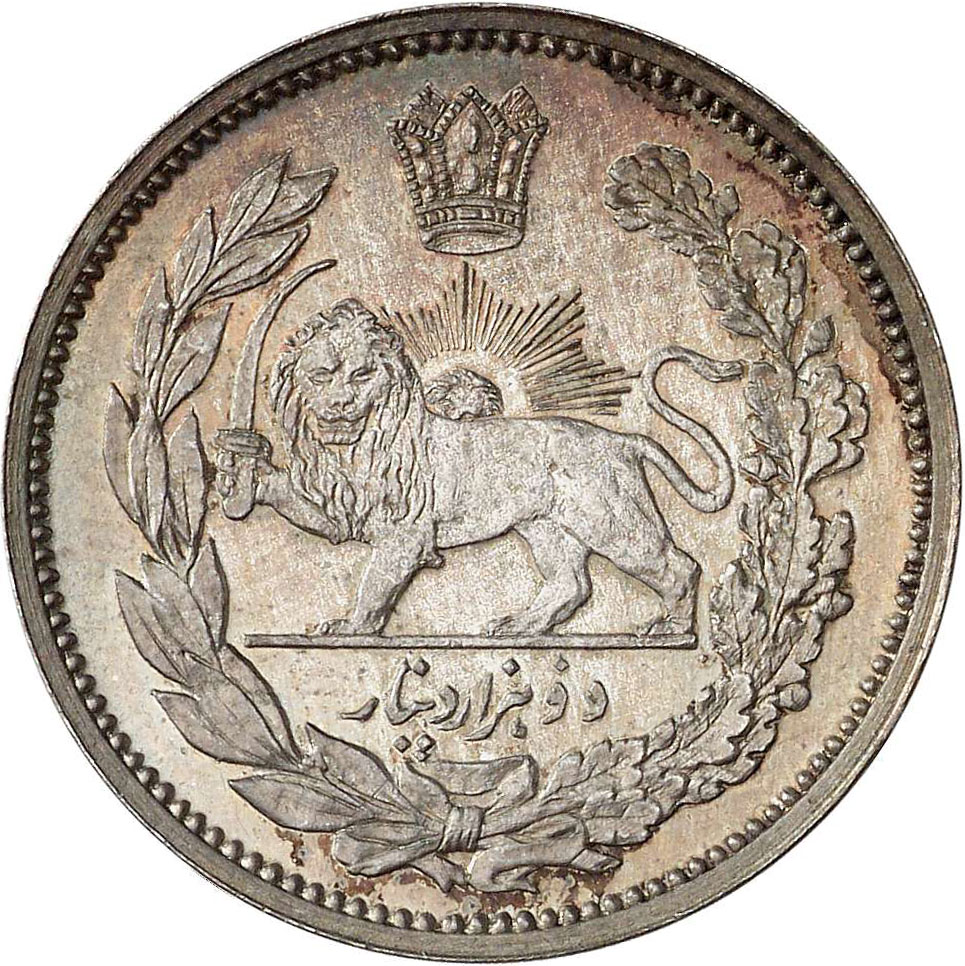
2 крана/2000 динаров Мохаммад Али-шаха

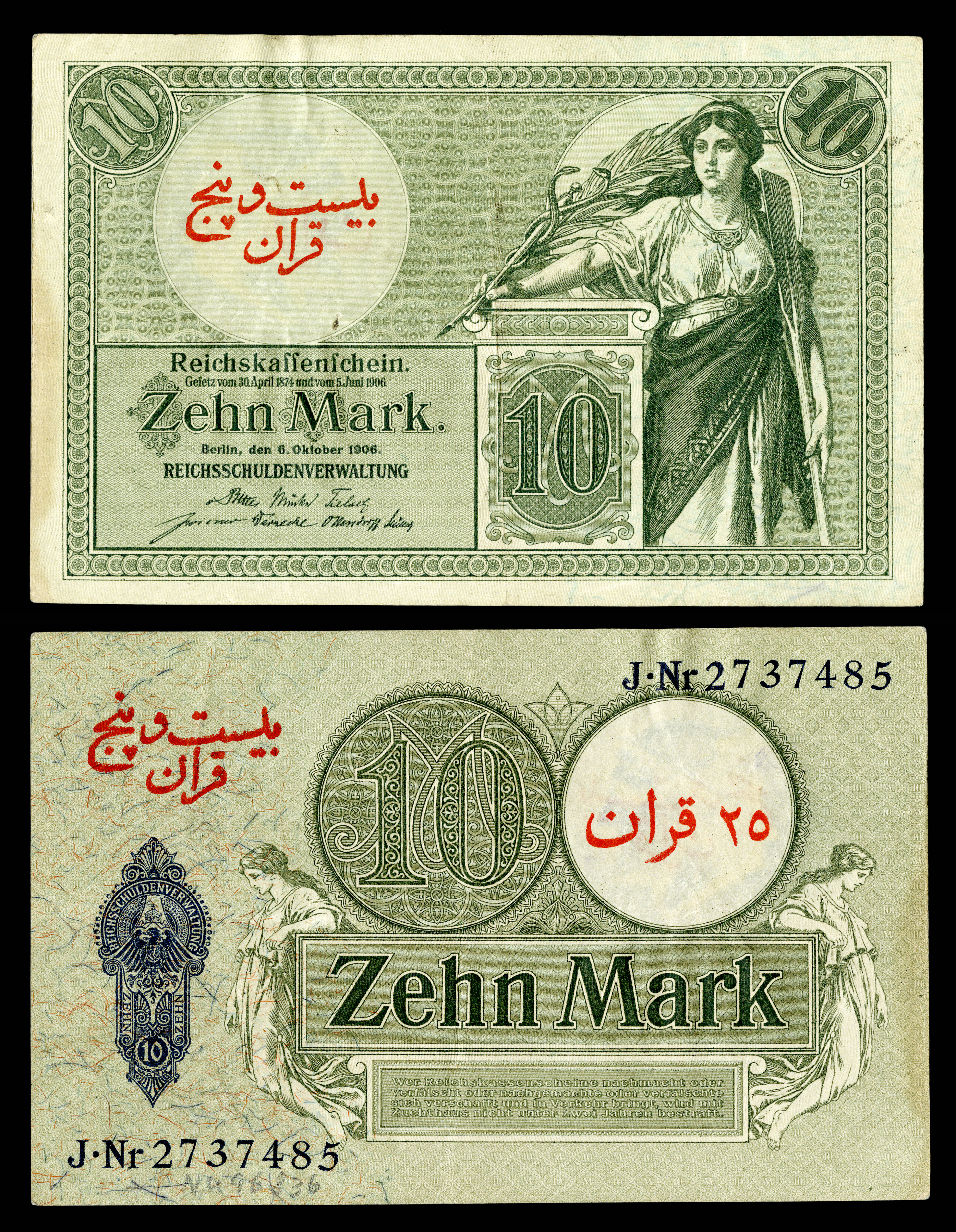
10 марок с надпечаткой «25 кранов»

Кран (перс. قران‎) — иранская разменная денежная единица в 1825—1932 годах. Кран = 1⁄10 тумана = 20 шахи = 1000 динаров.
Чеканка серебряных монет в кранах начата при Фетх Али-шахе (1797—1834). Кроме серебряного крана весом ок. 6,9 г, чеканились также монеты в 1⁄2, 1⁄4 и 1⁄8 крана.
После смерти шаха, в 1834 году, выпустил серебряные краны Али Каджар — один из претендентов на трон.
При Мохаммед-шахе (1834—1848) вес крана был снижен до 6,33, затем до 5,76 и 5,37 г. Чеканились монеты в 2, 1, 2⁄5, 1⁄2, 1⁄4 и 1⁄8 крана.
При Насреддин-шахе (1848—1896) вес крана вновь был снижен, до 4,99 г. Чеканились монеты в 2, 1, 1⁄2, 1⁄4 и 1⁄8 крана. В начале XX века начато изготовление монет на новых, современных машинах. Новый кран имел 900-ю пробу серебра и вес 4,605 г (4,1427 г чистого серебра). Чеканились монеты в 5, 2, 1, 1⁄2 и 1⁄4 крана. Те же номиналы чеканились при Мозафереддин-шахе (1896—1907), Мохаммад Али-шахе (1907—1909) и Султан Ахмад-шахе (1909—1925).
При шахе Реза Пехлеви (1925—1941), первом шахе новой династии Пехлеви, первоначально чеканились монеты в кранах тех же номиналов — 5, 2, 1, 1⁄2 и 1⁄4 крана. Законом от 9 марта 1930 года новой денежной единицей объявлен риал, равный 100 динарам.
Курс крана к иностранным валютам колебался в зависимости от мировых цен на серебро. Фунт стерлингов в 1913 году был равен 55,5 кранов, в 1921 году — 49,6 крана, 1925 — 42,5 крана, 1929 — 5,4 крана.
Банкноты с номиналом в кранах иранскими банками никогда не выпускались. Германская военная миссия во время Персидской кампании в 1916—1917 годах использовала германские банкноты в марках с нанесёнными на них надпечатками, в том числе в 25 кранов (на 10 марках) и 12 кранов 10 шахи (на 5 марках).